# Autolytus
Autolytus är ett släkte av ringmaskar. Autolytus ingår i familjen Syllidae.

## Dottertaxa tillAutolytus, i alfabetisk ordning[1]
- Autolytus alternata
- Autolytus anoplos
- Autolytus beringianus
- Autolytus bicolor
- Autolytus bondei
- Autolytus boreatus
- Autolytus branchiatus
- Autolytus brevicirrata
- Autolytus canariensis
- Autolytus caterinkae
- Autolytus chathamensis
- Autolytus emertoni
- Autolytus japonensis
- Autolytus juventudensis
- Autolytus kiiensis
- Autolytus longstaffi
- Autolytus maclearanus
- Autolytus macleareanus
- Autolytus magnus
- Autolytus misakiensis
- Autolytus multidentatus
- Autolytus neapolitanus
- Autolytus nipponensis
- Autolytus noroi
- Autolytus obliquatus
- Autolytus okadai
- Autolytus orientalis
- Autolytus ornatus
- Autolytus penetrans
- Autolytus pentadentatus
- Autolytus planipalpus
- Autolytus pseudosimplex
- Autolytus robustisetus
- Autolytus rostripalpus
- Autolytus rubrovittatus
- Autolytus scheremetevskiyi
- Autolytus setoensis
- Autolytus simplex
- Autolytus solitarius
- Autolytus spinoculatus
- Autolytus spirifer
- Autolytus tamanus
- Autolytus torquens
- Autolytus triangulifer
- Autolytus tsugarus
- Autolytus tuberculatus
- Autolytus ussuriensis
- Autolytus varians
- Autolytus varius
- Autolytus vulgarius
- Autolytus zonata